# Ville de droit municipal (Hongrie)
La ville de droit municipal (en hongrois : törvényhatósági jogú város) désigne un rang communal qui a existé au sein de l'ancien royaume de Hongrie puis en Hongrie jusqu'à 1950. De nos jours, il correspond au rang de ville de droit comital (megyei jogú város).